# Sargon di Akkad
Sargon di Akkad (accadico: 𒊬𒊒𒄀, Šar-ru-gi, "il re vero, legittimo"), altresì noto come Sargon di Agade o Sargon il Grande, (fl. XXIV-XXIII secolo a.C.) fu il fondatore e primo re dell'Impero accadico circa dal 2335 al 2279 a.C. (secondo la cronologia media) e fondatore della dinastia di Akkad.
È stato il terzo sovrano ad aver unificato i territori dei Sumeri dopo Lugalannemundu e Lugalzaggesi. Il vasto impero di Sargon si estendeva dall'Elam fino al mar Mediterraneo, includendo la Mesopotamia e parti dell'Anatolia. Governò da Akkad, la sua nuova capitale, il cui sito non è mai stato individuato.
Sebbene non sia direttamente provato, ma così riportano fonti successive non a lui contemporanee, Sargon avrebbe a un certo punto assunto il titolo di "re delle quattro parti", cioè re dell'intero mondo conosciuto, il che secondo giudizio di Henri Frankfort comportò un deciso cambio del modo di presentarsi ai sudditi da parte del re, con la cosciente assunzione di implicazioni religiose, attestate come sottolinea Lorenzo Nigro, anche sul piano dell'arte figurativa "di Stato". Infatti questo titolo fino ad allora era stato attribuito solo a divinità come Anu, Enlil e Šamaš.
A Sargon succedettero i figli Rimush e Manishtushu.

## Biografia

### Origini e ascesa al potere

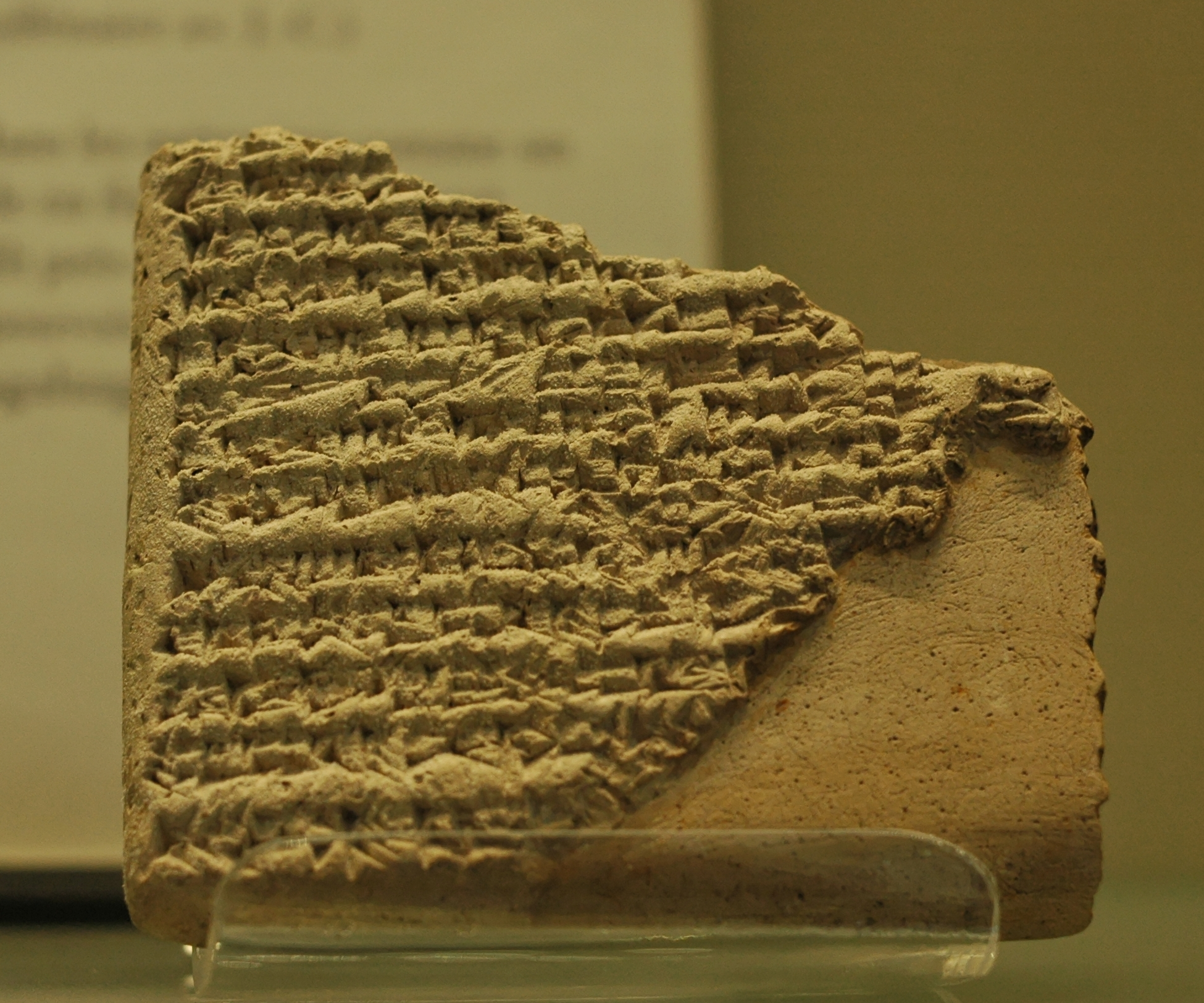
Tavoletta di argilla conservata al Louvre con la Leggenda della nascita di Sargon, testo di età paleo-babilonese (inizi del II millennio a.C.)

La cosiddetta Leggenda sumerica di Sargon, pervenutaci in copie probabilmente paleo-babilonesi, racconta come Sargon sia giunto al potere. Si tratta di due frammenti distinti (AO7673 e 3N T296), collazionati dai curatori: in AO7673 viene menzionato La'ibum, il padre di Sargon, e anche la madre di cui però non è giunto il nome, per via di una lacuna. Il testo menziona anche Ur-Zababa, re di Kish. In 3N T296 riga 6 Ur-Zababa fa di Sargon il suo coppiere. Nella riga 14 Sargon sogna che la dea Inanna annega Ur-Zababa nel sangue: Sargon rivela il contenuto del sogno al proprio re e questi decide di farlo uccidere da Belištikal, capo dei fabbri, ma Inanna interviene in favore di Sargon. Tornato Sargon da Ur-Zababa, il re decide di inviarlo dal re Lugalzaggesi di Uruk, con una tavoletta d'argilla che decretava la morte di Sargon. Il testo si interrompe a questo punto.
Nella Lista reale sumerica sta invece scritto: "In Agade [Akkad] Sargon, il cui padre era un giardiniere, il coppiere di Ur-Zababa, divenne re, il re di Agade, colui che costituì Agade; governò per 56 anni". Curiosamente Ur-Zababa e Lugalzaggesi sono posti in sequenza, ad una certa distanza di anni l'uno dall'altro.
Un testo neoassiro (VII secolo a.C.) descrive la sua nascita e l'infanzia:
(Re 1907, 87-96)

### La vittoria su Lugalzaggesi

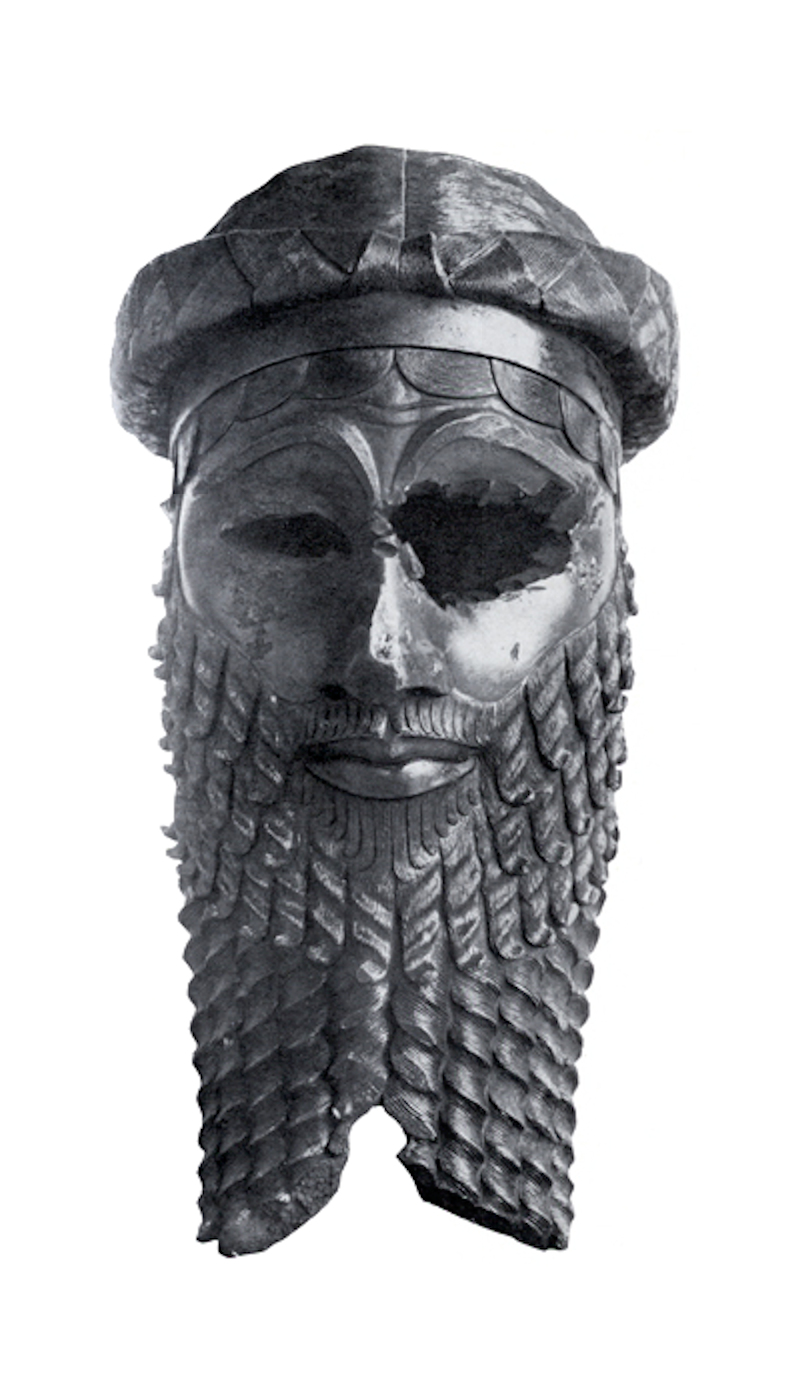
Testa in bronzo di dignitario accadico (forse Sargon o Naram-Sin), conservata al Museo nazionale di Baghdad

Dalle iscrizioni reali risulta che il regno di Sargon conosce una prima fase espansiva in direzione sud, con una spedizione che giunse fino al Mare Inferiore (il Golfo Persico): sconfigge Lugalzaggesi, re di Uruk, e altri re meridionali (a Ur, a E-ninmar, a Umma). Sargon afferma di aver vinto trentaquattro battaglie e sconfitto cinquanta ensi, per poi "lavare" le spade nel Mare Inferiore. Già in questa fase egli si proclama padrone della Mesopotamia, dal Mare Inferiore al Mare Superiore, pur dichiarando l'indipendenza di Mari e dell'Elam. Kish e Nippur ricevono un trattamento speciale: la prima diviene il centro dell'impero, mentre la seconda aveva il compito tradizionale di convalidare l'esercizio della regalità.
Le antiche istituzioni religiose di Sumer, già ben note e emulate dai semiti, furono rispettate; sua figlia Enkheduanna, l'autrice di parecchi inni accadici, fu nominata sacerdotessa di Nanna, il dio della luna di Ur. Egli stesso si fece chiamare "il sacerdote unto di Anu" e "grande ensi di Enlil".

### Assestamento del regno
In una seconda fase il regno così costituito cerca di organizzare le proprie relazioni commerciali: la città di Akkad è dotata di un porto, verso cui affluiscono merci da Dilmun (attuale Bahrein), Magan (attuale Oman) e Melukhkha (nella valle dell'Indo). A nord i confini del regno non vanno oltre Tuttul, ma le relazioni commerciali giungono fino al Mare Superiore (le foreste di cedri del Libano) e all'Anatolia (le "montagne d'argento", cioè il Tauro e il monte Amano, in Cilicia), passando per Mari, Ebla e Yarmuta: l'estensione del regno, che la tradizione aveva interpretato nel senso vantato dallo stesso Sargon (dal Mediterraneo al Golfo Persico), è quindi più contenuta.

### In Oriente
Le fonti antiche riportano vittorie contro la confederazione elamica, posta nel sud-ovest dell'altopiano iranico ed egemonizzata da Awan, e contro Barakhshi, vittorie che però non portano a nessuna conquista. In ogni caso si pongono le basi per una rivalità con l'Elam, che sarà poi tradizionale per regni e imperi mesopotamici per tutta la storia preclassica del Vicino Oriente, una rivalità che è in questa fase sia militare (Bassa Mesopotamia), sia commerciale (Mare Inferiore).

## La figura di Sargon il Grande
La storia della dinastia di Akkad si impresse con molta forza nell'immaginario collettivo dell'epoca e la figura di Sargon, così come quella del nipote Naram-Sin, è stata oggetto di numerosissime composizioni letterarie mesopotamiche: Sargon diventerà un modello per i successivi re mesopotamici. La storia delle sue origini umili, di sapore semita, diverrà archetipica, pur se confortata da documentazione tarda e di dubbia consistenza: forti sono le somiglianze con le vicende di Romolo, di Mosè, del patriarca biblico Giuseppe, di Ciro di Persia. Comunque un insieme di notizie abbastanza controverse denotano alcune caratteristiche in parte in armonia con tendenze di lungo periodo: Sargon è un homo novus, è soprattutto di origini settentrionali, fonda il concetto della regalità che detiene non più sulla spersonalizzata gestione amministrativa tipica di Sumer, con la sua valenza cultuale, ma su un ideale eroico e il valore militare.
Per quanto riguarda le fonti ci sono giunte pochissime iscrizioni reali originali: più spesso si tratta di copie paleobabilonesi (in particolare da Nippur e da Ur), copie che sono il frutto di una attenzione paleografica e "storiografica" verso i monumenti accadici esposti nell'Ekur (il santuario del dio Enlil a Nippur) ancora centinaia di anni dopo. Nessuno dei monumenti dell'Ekur che fanno riferimento a Sargon parla della presa del potere: in tutti egli è già "re di Kish" in continuità con le "istituzioni" che sbaragliò: non dunque "re di Akkad".
Il testo conosciuto come Epopea del Re della Battaglia dipinge Sargon che avanza profondamente nel cuore dell'Asia Minore per proteggere i mercanti dalle esazioni del re di Burushanda (Purshahanda). Viene anche scritto che Sargon attraversò il Mare dell'Ovest (Mar Mediterraneo) e finì a Cipro. In un frammento si fa dire a Sargon:
(Nougayrol, 169)
Questo antico documento storico sottostante racconta la nascita e le imprese di Sargon (il primo Sargon, da non confondere con Sargon II che fu re assiro) re di Akkad, vissuto nel secolo XXIV a.C. Prima di essere conquistati dagli Amorrei, i Sumeri ebbero un unico grande re, Sargon; solo lui fu capace di unire sotto il suo potere le 4 parti del mondo allora conosciuto. Ecco perché Sargon di Akkad può essere considerato il primo imperatore della storia. La sua nascita, la sua vita e le sue imprese sono cantate in questo poema epico scritto molto tempo dopo, nell’VIII secolo a.C.
2. Mia madre era una sacerdotessa-enetum, mio padre non lo conosco,

3. il fratello di mio padre vive sulla montagna;

4. la mia città è Azupiranu che si trova sulla riva dell’Eufrate. 

5. Mia madre, la sacerdotessa, mi concepì e mi partorì di nascosto,

6. mi mise in un cesto di canne, ne calafatò l’apertura con bitume

7. e mi affidò al fiume, che non mi sommerse. 

8. Il fiume mi portò e mi condusse da Aqqi, il portatore d’acqua: 

9. Aqqi, il portatore d’acqua, gettando il suo secchio mi prese su, 

10. Aqqi, il portatore d’acqua, mi fece suo figlio e mi crebbe, 

11. Aqqi, il portatore d’acqua, mi fece diventare giardiniere. 

12. Nel mio mestiere di giardiniere Ishtar mi amò 

13. e per 54 anni ho davvero esercitato la regalità, 

14. davvero ho governato e guidato le Teste Nere. 

15. Ho tagliato con picconi di bronzo possenti montagne, 

16. son salito più volte sui monti superiori, 

17. ho attraversato più volte i monti inferiori; 

18. per tre volte ho fatto il giro dei paesi del mare 

19. e Dilmun si è sottomessa a me. 

20. Sono salito sulle grandi mura del cielo e della terra 

21. e ne ho rimosso le pietre. 

22. Chi diventerà re dopo di me, 

23. che egli eserciti la regalità per 54 anni, 

24. governi le Teste Nere.»
Non c'è modo di sapere se quanto scritto della sua vita nel suddetto poema, che è l'unica fonte biografica conosciuta, corrisponda al vero. Tutto ciò che riguarda Sargon è avvolto nella leggenda. "Sargon", che significa "Re legittimo", forse non era nemmeno il suo nome reale, ma il nome che si era attribuito alla conquista del trono; e se, in base agli scritti ritrovati ed al suo nome, alcuni ritengono che fosse semita, non è dato saperlo. Nel poema egli sostiene che la sua città natale è Azupiranu, ma una tale città non è menzionata in nessun altro testo e si può supporre che non sia mai esistita. "Azupiranu" significa "città dello zafferano" e, poiché lo zafferano era un bene prezioso per la guarigione e per altre applicazioni, il nome era forse semplicemente collegato al concetto di valore. La ripetizione dell'immagine di Sargon di essere stato salvato dal fiume in un "cassetto di canne" potrebbe aver avuto anche solo un significato simbolico per l'antico popolo della Mesopotamia, in quanto l'acqua era sinonimo di vita.